# 越境放送バリ
『越境放送バリ』（えっきょうほうそう バリ）は2021年10月2日（1日深夜）から12月25日（24日深夜）まで、読売テレビ（関西地区ローカル）で、毎週土曜未明（金曜深夜）のコンプレックス番組『金曜日はシンデレラ』の第3部枠で生放送されていたバラエティ番組である。

## 越境放送
この試みは、ユーチューバーが、YouTubeを入り口に、当番組を含む地上波のテレビ、屋外ビジョンなど、ほかのメディアともコラボレーションして電波ジャックを展開するという「超実験放送プロジェクト」のことを指す。

## 概要
この番組でいう「バリ」は、収録時にテレビの放送では編集や放送時間の関係でやむなくカットされながら、実は出演者のうまみが詰まった部分のことをさし、YouTubeでの配信後、編集でカットされた、たい焼きで例えて「バリ」の部分を抜き出して、彼らのユーチューバーぶりの舞台裏をさらけ出すというものである。

## MC
- 宮川大輔
- 池田美優（みちょぱ）
- 吉村崇（平成ノブシコブシ）
- のん - のんは出身地の関西ローカル[2]、かつ初のMC番組ではあるが、今回の番組で地上波のテレビ番組に復帰となった [3][4]。

## チャンネル
YouTubeではMCの4人（池田と吉村のみ2人で1コンテンツ）それぞれのコンテンツを一斉に配信していたが番組終了後は不定期。 また、2023年8月からはNONSTYLE井上のチャンネルが始まった。
- 池田美優・吉村崇「みちょぱ・吉村のマブマブTV」
- のん「のんやろが!チャンネル」→「のんじゃろが!チャンネル」
- 井上裕介（NON STYLE）「NONSTYLE井上の一度俺に抱かれてみないか」
- 宮川大輔「宮川大輔のコレちゃうんちゃうん」（配信終了。個人チャンネル「宮川大輔公式「大チャンネル」」にてアーカイブ公開中（2023年3月現在））

基本的にはそれぞれのMC陣個別の撮影・配信であるが、不定期でコラボ回となる例もある。

## スタッフ
- 企画：西田二郎（ytv）
- 演出：丸谷水希
- ディレクター：水戸部太樹、森田佐知子
- 構成：ビル坂恵
- 動画構成：吉田貴博、キャプテン★ザコ
- MA：坂井真一
- 音効：本間孝男
- 撮影編集：八巻大介、大塚将助、井上大介、HONA、長谷部美加、山田晃大
- 制作プロデューサー：近田雅美、中野由里絵
- 制作進行：大谷実由、赤嶺伍輝
- 宣伝：伊藤俊介（ytv）
- PR：黒瀬和美
- 動画プロデューサー：マーク
- アカウントプロデューサー：澁谷徳洋、福井健司
- デザイン：内田猿
- コピー：室屋慶輔、加部達彦
- 協力：村上高明（ytv）
- テーマ曲：四星球
- 協力：move view、オムニバス・ジャパン
- 企画協力：吉本興業、スピーディ、パノラマ
- 企画プロデューサー：持田莉子、渡部すず、神崎将臣、滝沢充子、坂井雄翔
- 企画協力：東急エージェンシー、ジャパンコンテンツエンターテインメント、ytv
- 総合プロデューサー：針山大輔
- 総合クリエイティブディレクター：野口大介
- 制作著作：越境放送製作委員会